# Ravenous (comics)
Pour les articles homonymes, voir Ravenous.
Ravenous est un super-vilain créé par Marvel Comics. Il est apparu pour la première fois dans Annihilation : Silver Surfer #1, en 2006.

## Origines
Le passé de Ravenous est inconnu. On pense qu'il est originaire de la Zone Négative, où il fut recruté par Annihilus pour diriger les Seekers, d'impitoyables chasseurs ne laissant aucun survivant sur leur route.
Comptant faire des expériences et utiliser le pouvoir Cosmique à des fins biologiques, Annihilus assigna aux Seekers la mission de chasser et capturer les Hérauts de Galactus. La Vague d'Annihilation détruisit le Xandar Cluster, et Ravenous fouilla la région pour trouver Air-Walker et Firelord, Xandariens de naissance.
Les Seekers envahirent l'espace Kree et s'emparèrent de la moitié de leurs ressources.
Ils retrouvèrent le Silver Surfer dans le système Skrull de Tercera Prime, dans la Galaxie d'Andromède. Le Surfer repoussa leur attaque et s'échappa pour retrouver Galactus, qui augmenta ses pouvoirs, car il avait senti le danger cosmique que représentait Annihilus.
Ravenous subit une cuisante défaite aux mains du Surfer, mais ses Seekers réussirent à capturer Terrax le Conquérant. 
Plus tard, Ravenous à la tête des Seekers et de ses 100 Centurions, et de quelques esclaves conditionnés (l'Enfant Terrible, Terrax et Paibok) se lança contre le front de la Résistance. Nova ne put les repousser et le Front se dispersa sous l'assaut.

## Pouvoirs
- Ravenous est un puissant guerrier alien dont le corps contient une certaine quantité de Force Opposante (l'équivalent négatif du Pouvoir Cosmique). Son pouvoir lui a permis de vaincre Air-Walker et de tenir tête à Firelord, ce qui le classe juste en dessous du niveau de puissance d'un Héraut de Galactus.
- Ravenous peut survivre dans le froid glacial de l'espace. Il n'a pas besoin d'air pour respirer et ne semble pas avoir besoin de nourriture.
- Pour trouver les êtres porteurs d'énergie cosmique, Ravenous se sert de Currs, sortes de chiens aveugles qui sont reliés au chasseur par des tubes ombilicaux. Ces créatures peuvent remonter une piste, même à travers l'hyper-espace.
- Pour se déplacer à travers l'espace, il utilise une plateforme volante, dissimulable dans ses vêtements. Il a aussi accès à un impressionnant arsenal militaire.
- Il était autrefois accompagné de 100 Centurions, les meilleurs guerriers des races de la Zone Négative.